# 피의 일요일 (1905년)

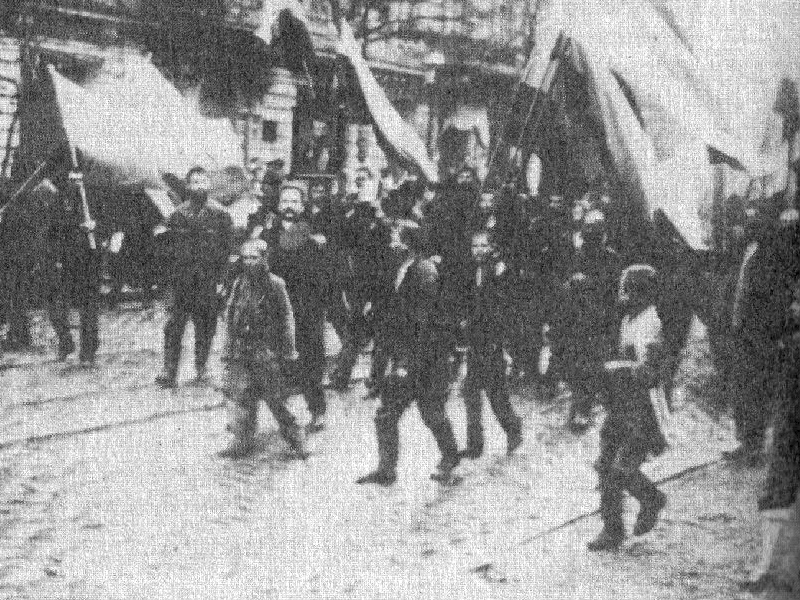
동궁 앞에서 일어난 비폭력 시위

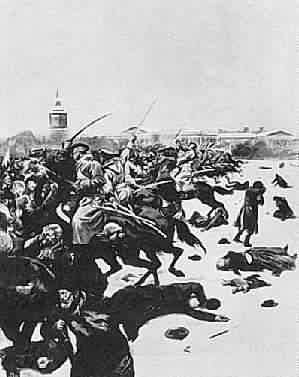
경찰과 군인들의 민중 시위에 대한 유혈 진압

피의 일요일 사건(Кровавое воскресенье 크로바보예 보스크레세니에)은 1905년 1월 22일 제정 러시아의 수도 상트페테르부르크에서 발생한 유혈사태를 말한다. 러시아 제국 당시의 수도 상트페테르부르크에서 열린 노동자들의 탄원 집회였다. 니콜라이 2세에게 탄원을 하기 위해 겨울 궁전으로 평화적인 청원 행진을 하는 것을 정부 당국에서 동원한 근위군이 발포하여 다수의 사상자를 낸 사건이다.
불평등한 사회체제로 억눌린 러시아 민중들은 차르 니콜라이 2세의 초상화와 기독교 성화상 그리고 노동자들의 요구를 적은 청원서를 손에 들고 비폭력시위를 벌였는데, 당시 실권자 그리고리 라스푸틴이 유혈진압이라는 가혹한 탄압을 가한 사건이다. 죽은 사람만 500∼600명, 부상자 수천 명이나 된 대규모 유혈사태였다. 주동자는 사회개혁론자이자 러시아 정교회 사제인 게오르기 가폰 신부였다.
피의 일요일의 학살은 ‘1905년 혁명’을 활성화시킨 국면의 시작으로 간주되고 있다. 게다가 1905년 혁명의 시작은 라이오닐 코찬과 같은 사학자는 그의 저서 《1890-1918년 러시아 혁명》(Russia in Revolution 1890-1918)에서 피의 일요일 사건을 1917년 러시아 혁명으로 이끈 핵심 사건으로 간주하고 있다.

## 개요
1905년 1월 9일 일요일에 개최된 청원 행진은 게오르기 가폰 신부의 주도 하에 진행되었다. 가폰은 러시아 정교회의 사제이자, 국가 비밀경찰의 급여를 받는 공작원이었다고도 전해지고 있다.
청원의 내용은 노동자의 법적 보호, 당시 일본에 완전히 열세가 있었던 러일 전쟁의 중지, 헌법의 제정, 기본적 인권의 확립 등으로 착취, 빈곤, 전쟁에 허덕이던 당시 러시아 민중의 소박한 요구를 대변한 것이었다.
당시 러시아 민중은 러시아 정교회의 영향 하에 황제 숭배의 관념을 가지고 있었다. 이것은 황제의 권력(왕권)은 신으로부터 받은 것이며, 또한 러시아 제국의 황제는 동로마 제국을 계승한 기독교(정교회)의 수호자이라는 사상이다. 따라서 민중은 황제 니콜라이 2세에게 직접 탄원을 하면 정세가 개선된다고 믿었다.
행진에 앞서 거행된 파업에 참가자는 상트페테르부르크의 전체 노동자 18만 명 중 11만 명에 이르렀다고 전해지며, 행진 참가자는 6만 명에 달했다. 당국은 군대를 동원해 시위대를 중심가에 진입시키지 않을 방침이었지만, 너무 인원이 많았기 때문에 진입을 막지 못했고, 군대는 각지에서 비무장 시위대에 발포를 했다.
발포로 인한 사망자 수는 불명확하다. 반정부 운동 측의 보고에서는 4,000명 이상에 이르렀다고 주장한다. 한편, 더 신중하게 추정한 보고에서도 사상자의 수는 1,000명 이상이 된다. 사건은 모스크바 시내로 빠르게 퍼졌으며, 시내 곳곳에서 폭동과 약탈이 이루어졌다.
가폰이 이 사건 이전부터 조직했던 노동자 집회는 당일 해산되었고, 가폰은 즉시 러시아 제국을 떠났다. 가폰은 같은 해 10월에 귀국했다가 이듬해인 1906년 4월에 사회혁명당에 의해 암살되었다.
미국 출신으로 20세기를 대표하는 댄서 이사도라 던컨은 이 사건 이틀 후 페테르부르크를 방문했다가 이 어수선한 상황을 자서전 《나의 생애》(My Life, 1927년)에 기록했다.

## 결과 및 영향
이 사건의 결과, 황제 숭배의 환상은 깨어졌고, 이후 ‘1905년 러시아 혁명’이라고 불린 전국 규모의 반정부 운동이 발발한 것으로 간주되고 있다. 이때 시작된 러시아의 공산주의 운동은 1917년의 러시아 혁명(2월 혁명, 10월 혁명)의 원동력으로 성장해 간다. 성난 제정 러시아 민중들이 사회주의 혁명인 10월 혁명을 주도하게 됨에 따라 로마노프 왕조의 몰락은 가속화된다.

## 같이 보기
- 러시아 혁명 (1917년)
- 러시아 혁명 (1905년)
- 교향곡 11번 (드미트리 쇼스타코비치) - 〈1905년〉, 피의 일요일 사건을 소재로 한 음악 작품(1악장-궁전 앞 광장, 2악장-1월 9일, 3악장-추모, 4악장-경종)